# Selaginella intertexta
Selaginella intertexta är en mosslummerväxtart som beskrevs av Antoine Frédéric Spring. Selaginella intertexta ingår i släktet mosslumrar, och familjen mosslummerväxter. Inga underarter finns listade i Catalogue of Life.